# Live (The 13th Floor Elevators)
Live è un album in studio del gruppo musicale statunitense The 13th Floor Elevators, pubblicato nel 1968.

## Tracce
1. Before You Accuse Me (Ellas McDaniel) - 3:58
2. She Lives (In a Time of Her Own) (Rocky Erickson, Tommy Hall) - 3:09
3. Tried to Hide (Stacy Sutherland, Tommy Hall) - 3:06
4. You Gotta Take That Girl (Powell St.John) - 3:17
5. I'm Gonna Love You Too (Norman Petty, Niki Sullivan, Joe B. Mauldin) - 2:10
6. Everybody Needs Somebody to Love (Bert Russell, Gerry Wexler, Solomon Burke) - 4:10
7. I've Got Levitation (Stacy Sutherland, Tommy Hall) - 2:58
8. You Can't Hurt Me Anymore (Roky Erickson, Tommy Hall) - 4:03
9. Roller Coaster (Roky Erickson, Tommy Hall) - 5:23
10. You're Gonna Miss Me (Roky Erickson) - 2:33